# Eunice solita
Eunice solita är en ringmaskart som beskrevs av Amoureux 1978. Eunice solita ingår i släktet Eunice och familjen Eunicidae. Inga underarter finns listade i Catalogue of Life.